# Betongarbetare

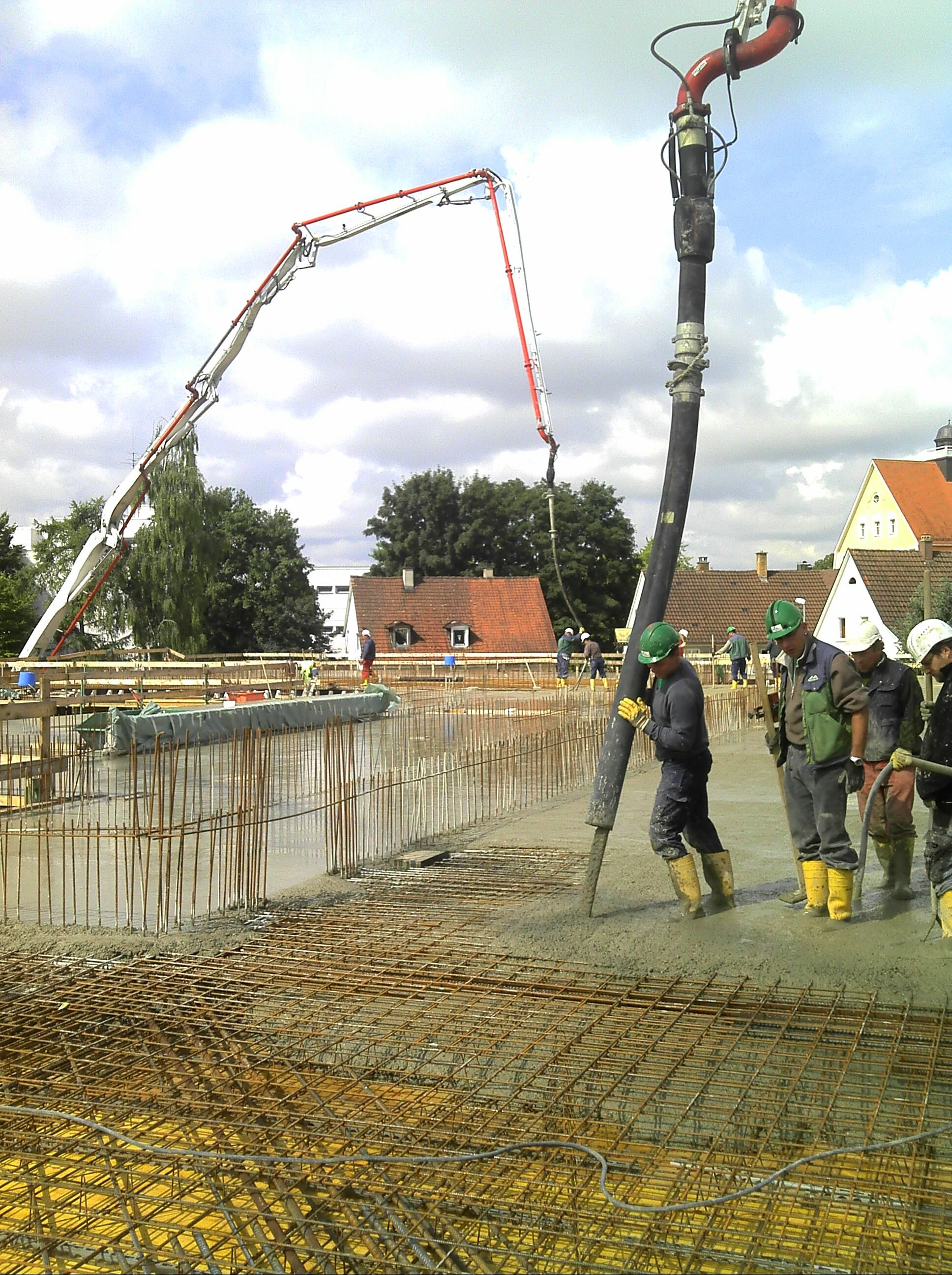
Gjutning av armerat betonggolv.

Betongarbetare är ett yrke inom byggbranschen.
En betongarbetare arbetar främst med armering och gjutning av betong. Övriga arbetsuppgifter är bland annat slipning och lagning av ytor, till exempel spackling av golv.
Den som vill utbilda sig till betongarbetare kan gå Bygg- och anläggningsprogrammet med inriktningen Husbyggnad, och sedan programfördjupningen Betong.
Som betongarbetare på ett bygge ingår man vanligen i ett arbetslag tillsammans med andra kategorier av byggnadsarbetare, t.ex. träarbetare.